# Plaça d'Alfonso Comín
La plaça d'Alfonso Comín és un espai lliure situat al barri de Vallcarca i els Penitents de Barcelona.

## Història i descripció
En aquest indret hi havia hagut una vil·la romana, descoberta el 1956, i una necròpolis, descoberta el 1962. A finals del segle xviii s'hi construí can Gomis, una residència palau amb un esplèndid jardí d'estil italià de prop de 5 hectàrees, enderrocada el 1950.

La plaça va ser dissenyada per l'arquitecte Víctor Rahola i Aguadé i urbanitzada entre els anys 1990 i 1992. Inicialment es va anomenar Nus de Collserola, però el 1994 l'Ajuntament de Barcelona aprovà el nom actual, dedicat a l'enginyer, publicista i polític català Alfons Carles Comín i Ros, que va viure a l'avinguda de la República Argentina, prop de la plaça, on se li va erigir un monument de formigó i marbre, on hi ha inscrit un aforisme seu.

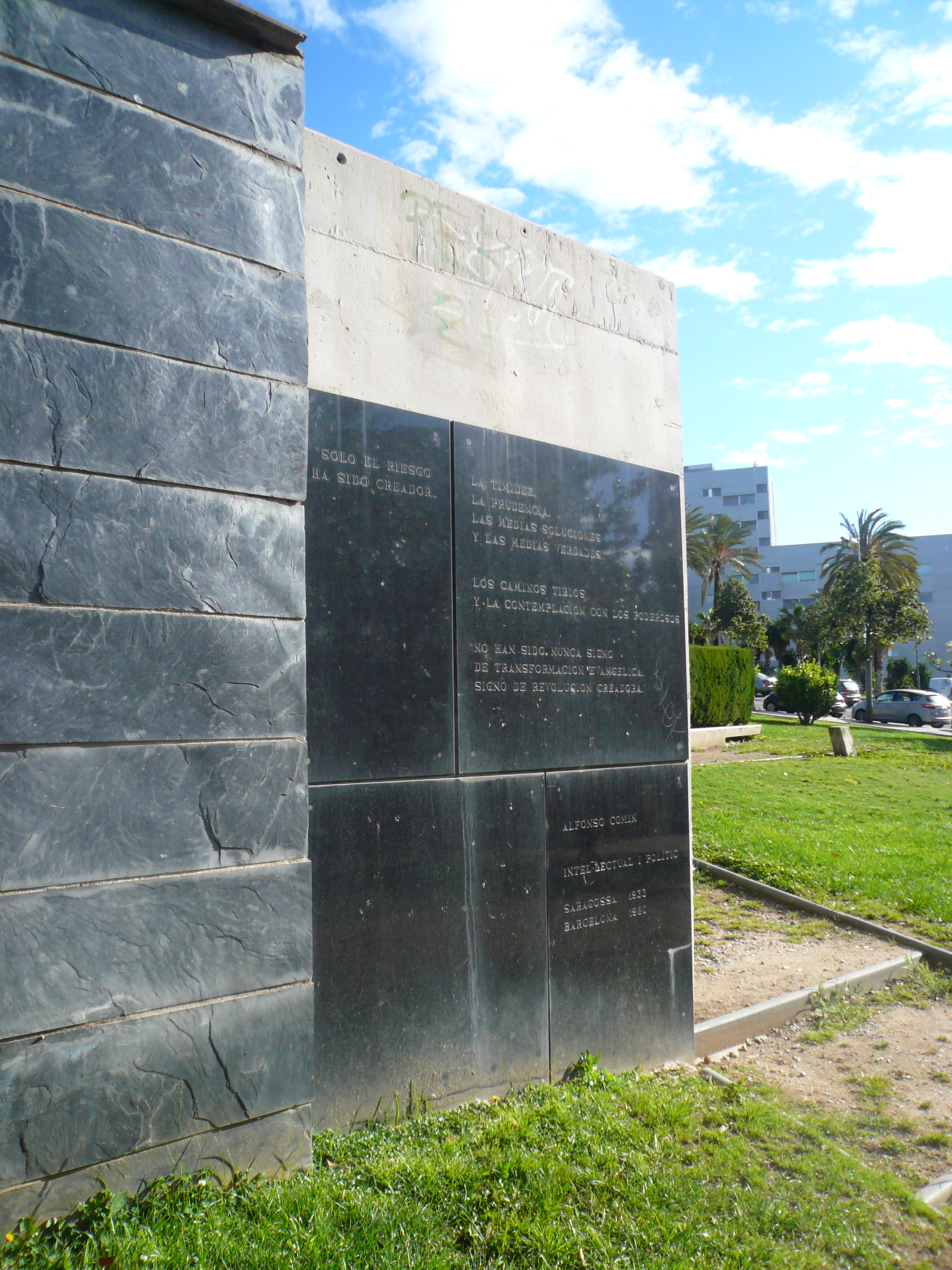
Monument a Comín

Al centre de la plaça hi ha un camp de futbol municipal, el Camp de l'Àliga, que la divideix en dues parts. A la part superior, sota de la qual passa la Ronda de Dalt («sortida 6: Vallcarca»), hi ha un umbracle amb vistes sobre la ciutat i el mar. Al subsòl hi ha l'edifici del Centre de Control de Trànsit. La part inferior és ajardinada.